# قناة الإلبه الفرعية

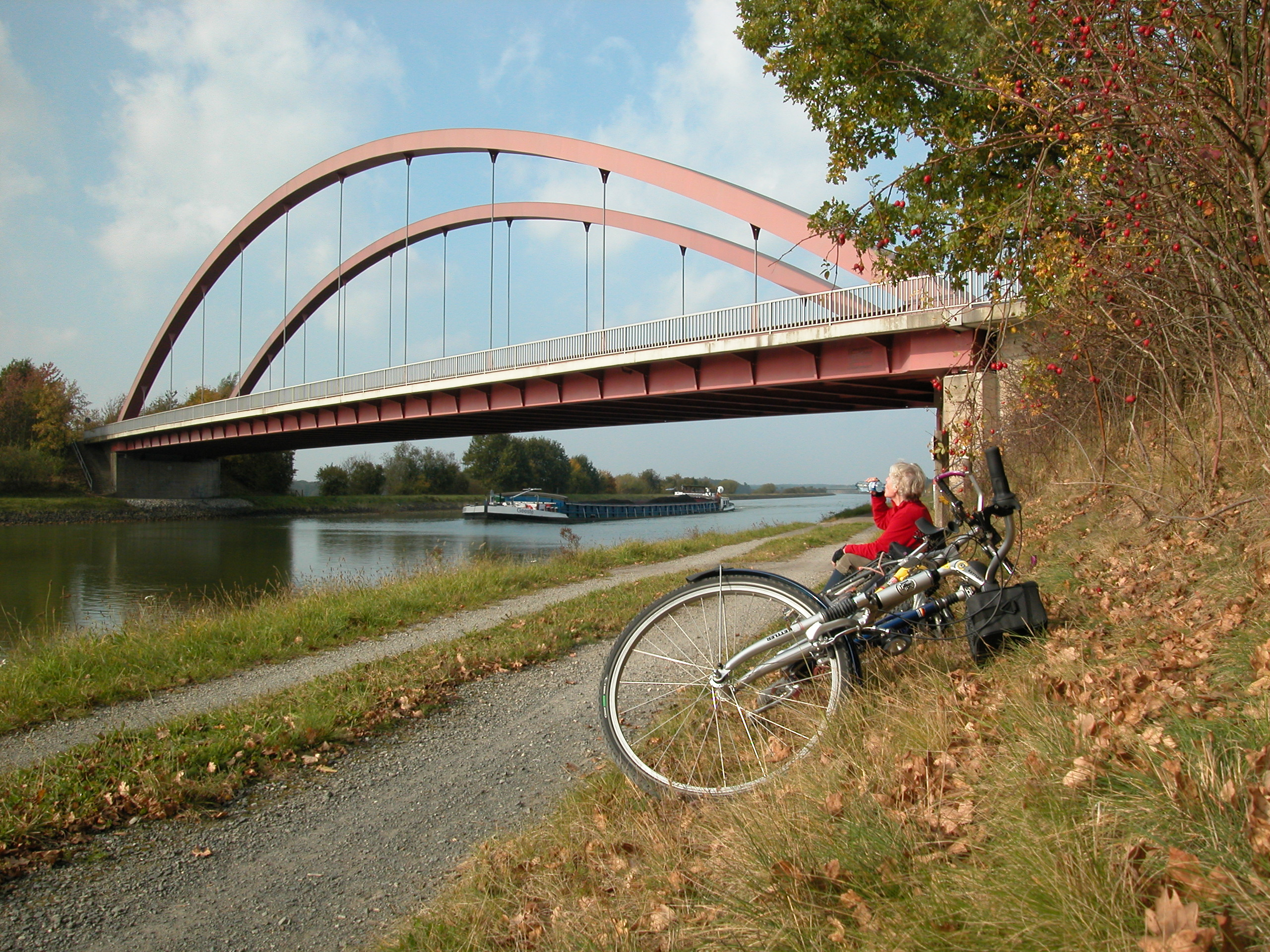
جسر على القناة عند كيلومتر 86

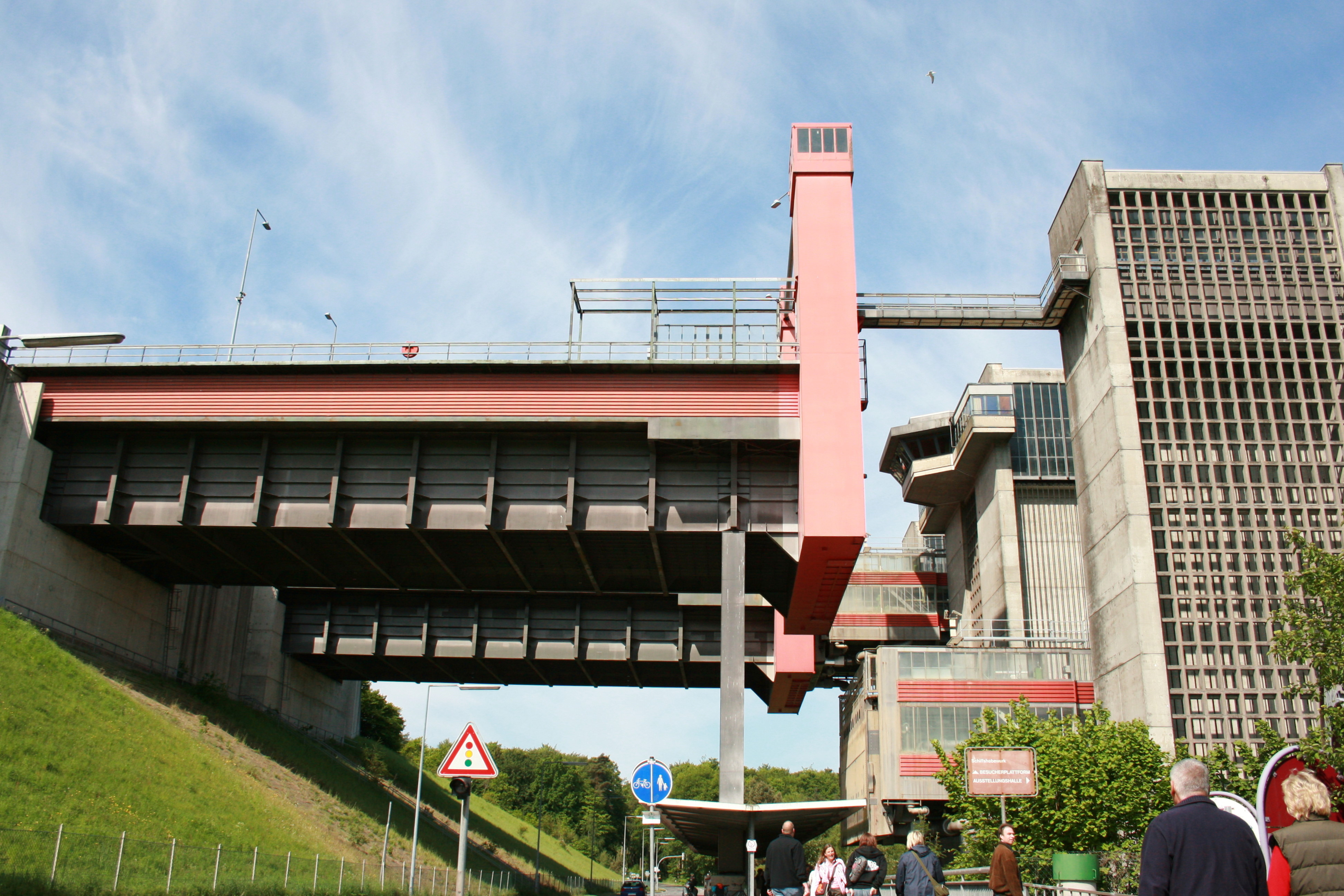
هويس رافع لونيبورغ. وتظهر نهايتي القناة العليا.

قناة الإلبه الفرعية  (بالألمانية: Elbe-Seitenkanal) هي قناة في شمال ألمانيا وظيفتها توصيل نهر الإلبه بقناة وسط ألمانيا، ومنها إلى بحر الشمال. بهذا يصبح ميسرا مرور البضائع بين بلاد تشيك عبر ألمانيا إلى هولاندا وبحر الشمال والعكس.

تقع قناة الإلبه الفرعية في ولاية سكسونيا السفلى بألمانيا بين قناة وسط ألمانيا ومدينة «إيدسبوتيل» غرب مدينة فولفسبورغ ونهر الإلبه عند مدينة «أرتلينبورغ». استغرق بناء القناة نحو 8 أعوام وافتتحت في 15 يونيو 1976 . تقوم مصلحة المياه والسفر النهري في «أولسن» بإدارة القناة.
نظرا للتضاريس واختلاف منسوبات ارتفاع المياه فكان لزاما بناء أهوسة وقنوات. والغريب هنا أن القنوات قد بني بعضها كالعادة بحفر الأرض، ولكن جزءا منها بني مرتفعا عن الأرض. وقد تحقق ذلك عن طريق قنوات من الأ سمنت المسلح بحيث تمر من تحتها المواصلات العادية من سيارات وحافلات وشاحنات. ليست تلك الطرق السفلية أنفاقا وإنما هي شوارع عادية وتمر من فوقها سفن تبحر في القناة.

## الغرض

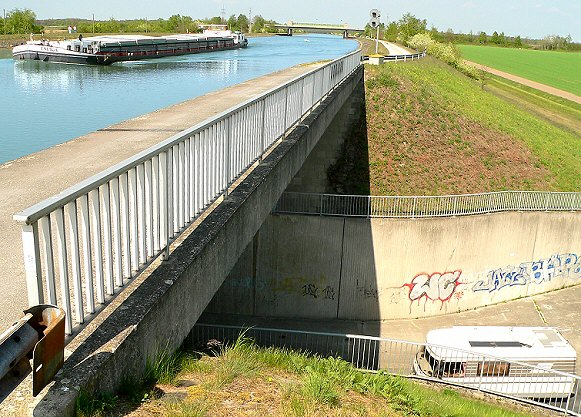
القناة تمر فوق الطريق الاتحادي 188

الغرض من بناء القناة كان إقامة توصيلة بين نهر الإلبه وقناة وسط ألمانيا. في نفس الوقت كانت القناة تعتبر حاجزا أمام الدبابات من الاتحاه الشرقي قبل توحيد ألمانيا. ولكن كانت توجد مناطق عليها مخصصة لحركة الدبابات من الغرب على الشرق. وقد زودت الجسور عليها بحفرات رأسية بها قنابل ولا تزال تفجر في حالة هجوم من الشرق. واما الطرق المارة تحت القناة المبنية من الاسمنت المسلح فكات مزودة بحواجز تمنع مرور الدبابات.
من الوجهة الاقتصادية تستفيد من القناة شركة «زالزغيتر للحديد والصلب» وبعض المصانع الأخرى في منطقة هانوفر وبراونشفايغ وفولفسبورغ.
في بعض المناطق عليت ضفتي القناة بارتفاع 6 متر، ولهذا جلبت رمال من مناطق قريبة وأصبحت بحيرات داخلية. وأجزاء أخرى من القناة بني مرتفعا عن الأرض عن طريق بناء قناة من الأ سمنت المسلح بحيث تمر من تحتها المواصلات العادية من سيارات وحافلات. ليست تلك الطرق السفلية أنفاقا وإنما هي طرق عادية وتمر من فوقها سفن تبحر في القناة!
بعد توحيد ألمانيا أصبح استخدام القناة ليس فقط تقصير المسافة بين شمال الإلبه وغرب القناة الوسطية، وأنما أيضا بين شمال نهر الإلبه والجزء الشرقي للقناة الوسطية، عندما يكون منسوب المياه بين «سشناكنبورغ» وماغديبورغ قليل، بحيث لا يصلح لمرور الصنادل والسفن الصغيرة.

## اقرأ أيضا
- هويس رافع لونيبورغ